# 驼峰喜马赤翅甲
驼峰喜马赤翅甲（学名：Himalapyrochroa gibbosa）一种分布于印度、尼泊尔及中华人民共和国云南省西部地区的昆虫，隶属于鞘翅目赤翅甲科喜马赤翅甲属的模式种。模式产地为印度西孟加拉邦大吉岭县Tonglu-Garibas途中。